# Paleoarcheano

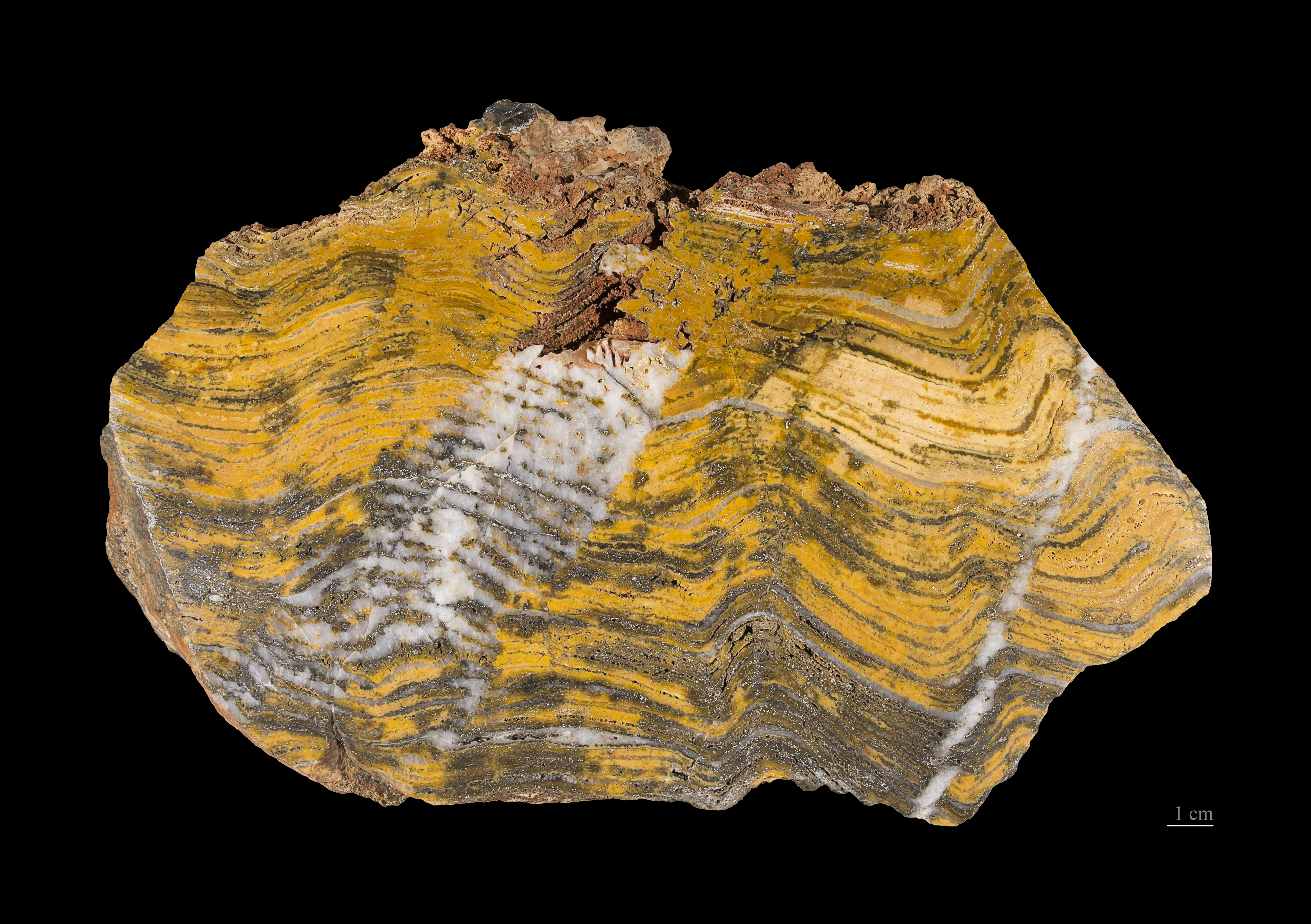
Stromatoliti - Pilbara cratone - Australia Occidentale

Il Paleoarcheano è un'era geologica dell'eone Archeano. Va da 3,6 a 3,2 miliardi di anni fa. Il periodo è definito cronologicamente e non corrisponde a uno specifico livello di sezioni rocciose sulla terra.
L'era successiva è denominata Mesoarcheano, la precedente Eoarcheano.
Durante il Paleoarcheano sono apparse le prime prove di vita; il supercontinente Vaalbara, uno dei primi della Terra, potrebbe essersi formato durante quest'era.

## Contenuto fossilifero
Questa era è tuttavia caratterizzata dalla probabile presenza delle prime forme conosciute di batteri capaci di compiere la fotosintesi, anche se ancora di tipo anossico (batteri autotrofi). Si ritiene che le prime presenze batteriche ben conservate ritrovate in alcune rocce dell'Australia nordoccidentale risalgano a 3,46 miliardi di anni fa (vedi Precambriano). Gli stromatoliti cominciarono a formarsi 3,5 miliardi di anni fa, anche se si dubita che i reperti più antichi siano di origine microbica.